# ألفا-كاروتين
هو أحد أشكال الكاروتين ، والذي يتحول بسهولة إلى فيتامين أ  عند الحاجة إليه . يعد الجزر من أكثر الخضر الغنية به .